# Saito Masato
Masato Saito (sinh ngày 1 tháng 12 năm 1975) là một cầu thủ bóng đá người Nhật Bản.

## Sự nghiệp câu lạc bộ
Masato Saito đã từng chơi cho Omiya Ardija.